# Transzcendentális meditáció
A transzcendentális meditáció (rövidítve: TM) meditációs és önfejlesztő módszer, Maharisi Mahes jógi indiai származású spirituális tanító kezdte tanítani először Indiában, 1955-ben, majd az 1950-es évek végétől kezdve szerte a világon. Az elmúlt 60 év során a TM a világ egyik legismertebb meditációs és önfejlesztő módszerévé vált: több mint hatmillióan sajátították el világszerte, egy egységes, hét foglalkozásból álló tanfolyam keretében.[forrás?]

## Leírása
A TM-et naponta kétszer javasolt gyakorolni (általában reggel és este), alkalmanként 15-20 percig, csukott szemmel, kényelmes ülő helyzetben. A TM gyakorlása során rendkívül mély nyugalmi állapot érhető el, amely lehetővé teszi a stresszek és a feszültségek kioldódását az idegrendszerből.
Maharishi a TM-et egy egyetemes, vallásoktól független szellemi technikaként tanítja, amelynek során az elme „egy csendes, mégis teljesen éber, tudatos állapotba merül. Ugyanakkor a test különleges, mély nyugalmi és ellazult állapotba jut.”
Maharishi ezt az állapotot „transzcendentális tudatállapotnak” nevezi, amely a mindenki által tapasztalt ébrenlét, álom és mélyalvás állapotától eltérő, negyedik fő tudatállapot. A TM-et gyakorlók arról számolnak be, hogy ennek a megtapasztalása nagyfokú boldogságérzettel, békességgel és csendességgel jár együtt.
A TM az elmúlt években folyamatosan növekvő népszerűségnek örvend a rendszeres gyakorlásból fakadó jótékony hatásoknak és a tudományosan bizonyított eredményeknek köszönhetően.
Magyarországon 1989 végétől tanítják. A magyar tapasztalatokról videó is készült.

## Hatása
A TM testre és elmére gyakorolt hatásairól az 1970-es évektől kezdve számos tudományos kutatást végeztek, nem egy esetben nemzetközileg elismert kutatóintézetek közreműködésével, a TM során tapasztalt anyagcsere-változásoktól a szív- és érrendszeri betegségeken át az ún. „magasabb tudatállapotok” megtapasztalásának nyomon követéséig terjedtek.
Az elmúlt évtizedekben több száz tudományos tanulmányt írtak a TM-technika hatásairól. A tanulmányok általában azt mutatták ki, hogy a TM-program: 
- csökkenti a stresszt,
- javítja és növeli az energiát,
- növeli a belső nyugalmat,
- csökkenti az álmatlanságot,
- növeli a boldogságot és önbecsülést,
- csökkenti a szorongást és a depressziót,
- javítja a kapcsolatokat,
- javítja az egészségi állapotot,
- elősegíti a biológiailag fiatalabb életkor elérését.

## Ismert TM-esek
A TM-et ezidáig olyan ismert személyek sajátították el, mint például Katy Perry, a Beatles és a Beach Boys tagjai, Donovan, Andy Kaufman, Russel Brand, néhai Doug Henning, Clint Eastwood, David Lynch, valamint Howard Stern, Mia Farrow, Mary Tyler Moore, Shirley MacLaine, Donna Karan, Frank Adél, Oprah Winfrey, Dr. Oz stb.
A David Lynch Alapítvány célja, hogy az Egyesült Államokban minden diák megtanulhassa a TM-et. David Lynch a saját vagyonából 400 ezer dollárt ajánlott fel erre a célra.
A TM Magyarországon a Maharishi Védikus Tudománya Alapítvány (transzcendentalis-meditacio.hu) és a Nők a Teljes Tudásért Alapítvány (tmnok.hu) keretében tevékenykedő, megfelelő képesítéssel és engedéllyel rendelkező TM-tanároktól sajátítható el.

## Kritika
A mozgalom az 1970-es évek közepén élte virágkorát az Egyesült Államokban. Azóta – a kritikusok szerint – csökkent a népszerűsége, mert nem váltotta be a hozzá fűzött ígéreteket. 
A főbb vádak: 
- Nem nőtt a felfogóképesség.
- Bebizonyosodott a mozgalomról, hogy nem tudomány, hanem vallásos gyakorlat.
- Okkult gyakorlatok kerültek napfényre.
- Kiderült az adatokkal való manipulálás. Csak a pozitív hatásokat hozták nyilvánosságra.
- A káros hatások egyre jobban megmutatkoztak az eltelt idő folyamán.
- A rendszer hatalmas pénzeket kér el az oktatásért.
- A TM szervezet kétes jelenje itt olvasható: magyarul tm.meditacio.hu és angolul rajaleaks.org v. srm.news/hive/ Itt lehet megtudni milyen királyi arany koronás vezetők vannak ennek a mozgalomnak és milyen offshore cégeket képviselnek. Ez a globalista szervezet még orszagot is alapított amelynek központi bankja is van. vigyáz ez nem az eredeti TM mozgalom amit Maharishi alapított 1957-ben.
- Ez a video elmondja hogyan kapcsolodnak egy TERROR szervezethez:

https://tm.meditacio.hu/a-tm-kiralyai/dr-tony-nader/a-hindutatva-szelsoseges-nacionalizmus-jelenlete-a-transzcendentalis-meditacio-mozgalomban/